# Eremitenklause Börrstadt
Die Eremitenklause Börrstadt ist eine in den Fels gehauene  Kapelle, mit Resten einer früheren Behausung, am Fuße des Donnersbergs, westlich des zur Gemeinde Börrstadt zählenden Hahnweilerhofes.

## Lage und Beschreibung
Die Klause befindet sich etwa einen Kilometer nordwestlich des Hahnweilerhofes, der aus dem untergegangenen Dorf Hanweiler bzw. Heimweiler entstand. Sie liegt im Südhang eines nach Osten verlaufenden Tälchens, durch das der Laubbach fließt, der an der ehemaligen Einsiedelei entspringt.
Die Anlage ist in eine Felsformation hineingebaut. Vorgelagert ist ein rechteckiger, etwa viermal drei Meter messender Raum aus Fels, dem das Dach fehlt. Er hatte offenbar ein nach vorn abfallendes Pultdach aus Holz. Der Zugang liegt auf der Nordseite vom Tälchen her. Dort dürfte sich früher eine Eingangstür befunden haben. Es war wohl die Wohnung des Eremiten.
In der südlichen Felswand dieses offenen Gevierts befindet sich der ca. 1,80 m hohe Eingang in die dahinter liegende Felsenkapelle. In dieser Wand kann man oberhalb des Kapellenzugangs noch deutliche Querrillen sehen, in die einst das Dach des Vorraumes eingefügt war. Oberhalb dieses Dachniveaus ist links vom Eingang eine Fensteröffnung in den Innenraum hinein, der dadurch auch Licht erhielt als der Vorraum überdacht war.
Der im Felsgestein liegende, länglich rechteckige Kapellenraum misst etwa 2,5 mal 4 Meter und ist ungefähr 3,0 Meter hoch. Eventuell war hier eine natürliche Höhle vorhanden, die durch Menschen erweitert wurde. An der Decke ist zur Zierde ein Kreuzgratgewölbe in den Felsen gehauen, das offenbar aus dem Mittelalter stammt. Vor der inneren Ostwand befinden sich Reste zweier aus dem Stein geschlagenen Konsolen. Auf ihnen dürfte ein Altar geruht haben, der nach Osten ausgerichtet war und von der links oberhalb befindlichen Fensteröffnung Licht erhielt. In die Südwand, genau gegenüber dem Eingang, ist eine tiefe Nische mit Stichbogen eingehauen. Möglicherweise diente sie zur Aufnahme einer Heiligenfigur. Der Kapellenboden besteht aus geglättetem Felsgestein, die Wandecken sind rechtwinkelig ausgeführt.
An der Klause entspringt eine Quelle, die nach Osten, dem Tälchen entlang abfließt. Sie ist neben der Kapelle in einen kleinen Teich gefasst. Seit 1911 wird der Hauptteil des Quellwassers, als Trinkwasser, mit Röhren zum Hahnweiler Hof geleitet. Nur ein geringer Rest gelangt noch in die steinerne Quellfassung und bildet von dort ein nach Osten ablaufendes Bächlein.

## Geschichte
Die Geschichte der Börrstadter Klause liegt weitgehend im Dunkeln. Urkundlich gesichert ist, dass  bereits 1468 das dortige Waldgebiet „Klausenbusch“ hieß. Dies lässt schon damals auf eine lange Tradition der Einsiedelei schließen, da die ganze Waldgemarkung nach ihr benannt war. Im untergegangenen Dorf Hanweiler gab es in der Kirche einen Altar des Hl. Gangolf, aber es wird zudem auch öfter noch eine Gangolfkapelle erwähnt, deren Standort man nicht kennt. Eventuell handelte es sich dabei um die Felskapelle der Klause.
In der „Geschichte von Börrstadt“ hält Pfarrer Alfons Hoffmann 1952 fest (S. 96), dass 1707 im Kirchenbuch von Dreisen verzeichnet ist, bei der Klause wohne eine Familie Schöffer, deren Kind in der „cellula saxea prope Hanweiler“ (Felsenzelle bei Hanweiler) getauft wurde.
Die Börrstadter Klause ist auch in den Pfälzer Sagenschatz eingegangen. Friedrich Wilhelm Hebel nahm Anfang des 20. Jahrhunderts die Geschichte „Der Stab des Klausners“ in seine heimatliche Sagensammlung auf. Die Volksüberlieferung spricht von zwei Kindern des Hahnweiler Hofes, die an der dortigen Klause aus der Quelle tranken und denen hier ein altes Männchen erschien, das sich im Wasser des Brunnens spiegelte. Es habe seinen Stab in den Boden gesteckt und daraus sei eine mächtige Weißbuche gewachsen. In diese örtliche Sage ist offenbar die überregionale Legende des Hl. Gangolf hineingewoben, der ebenfalls seinen Stab in den Boden steckte und dadurch eine Quelle entspringen ließ. Es könnte ein weiterer Hinweis dafür sein, dass es sich bei der Klause um die alte Gangolfkapelle von Hanweiler handelt.
Der ehemalige Börrstadter Pfarrer Joseph Eduard Konrad Bischoff, der als Schriftsteller das Pseudonym „Conrad von Bolanden“ angenommen hatte, lässt Mitte des 19. Jahrhunderts seine Erzählung „Macht des Glaubens“ um die Börrstadter Klause spielen und beschreibt darin fiktiv Graf Werner III. von Bolanden als den dort im 13. Jahrhundert büßenden Eremiten.

## Galerie

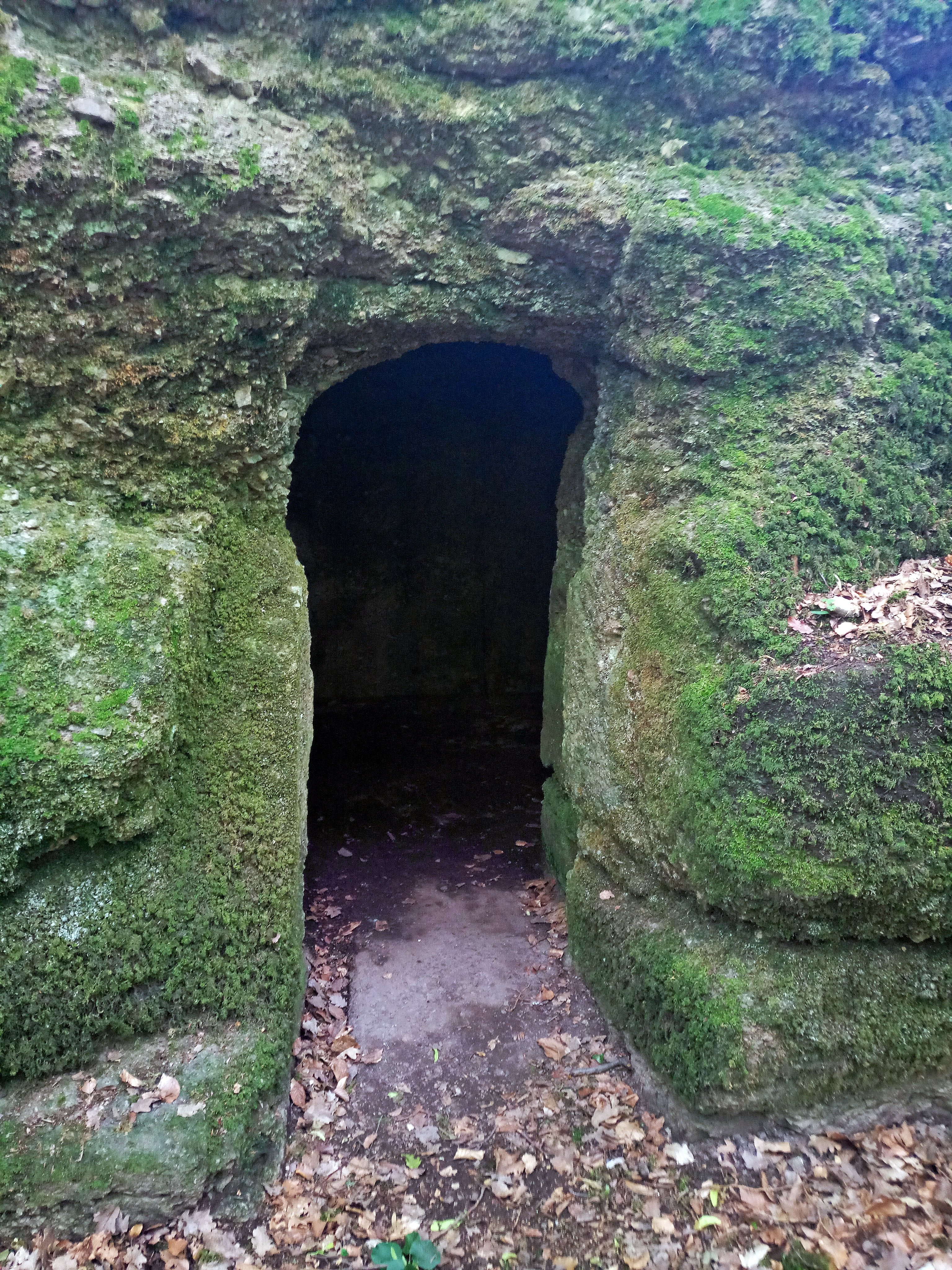
Eingang von außen
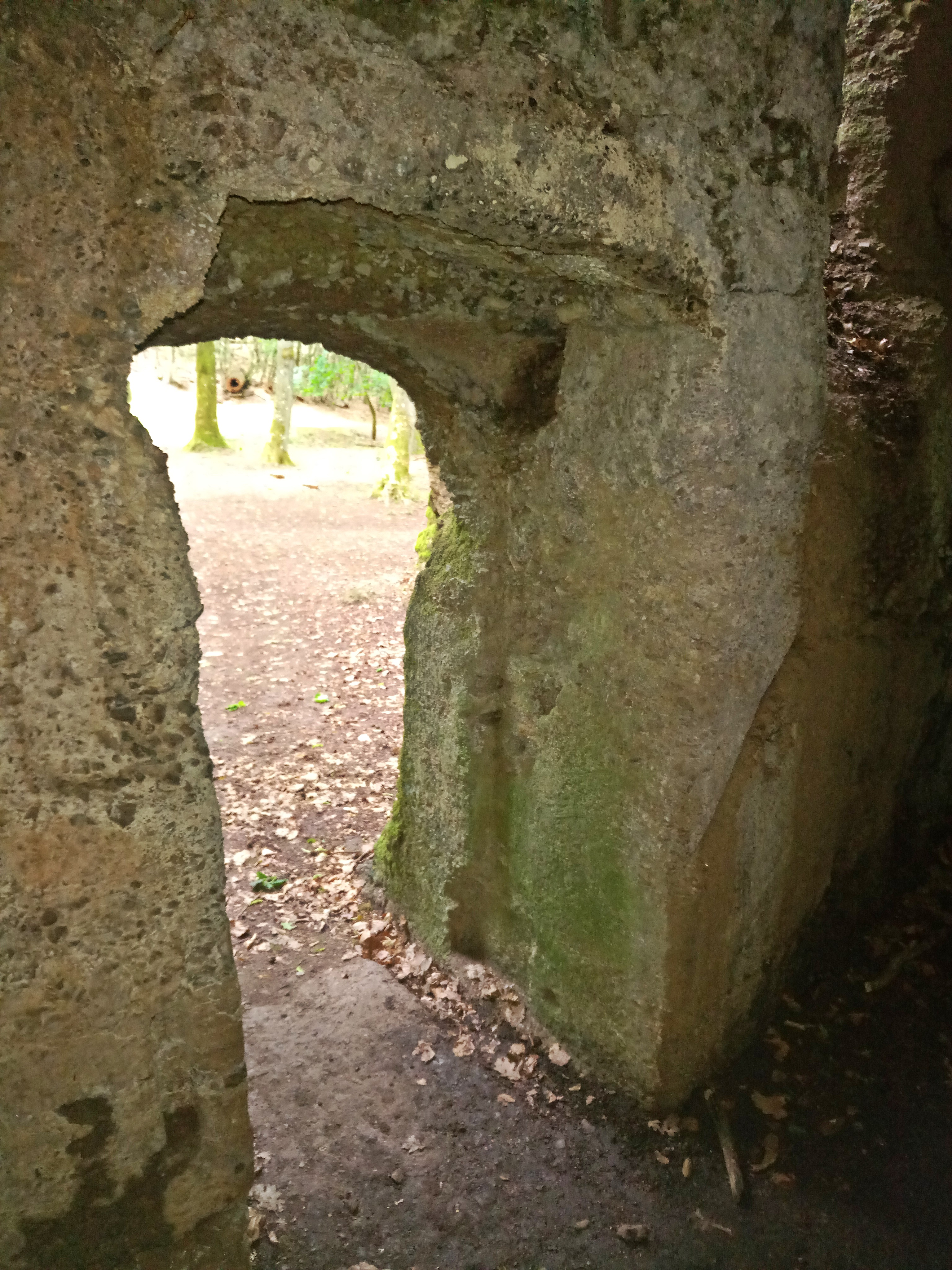
Eingang von innen
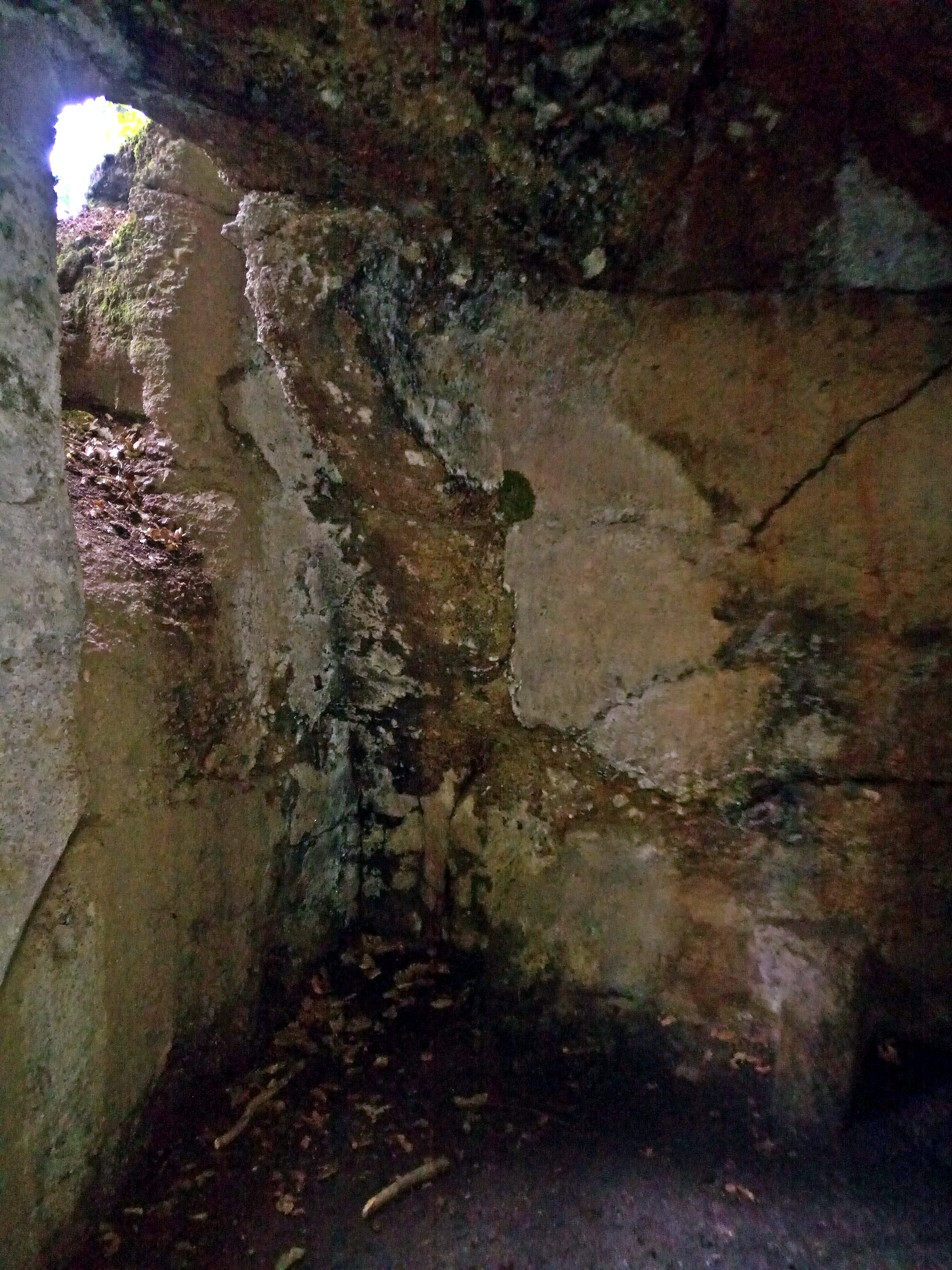
Innere Ostwand mit seitlicher Fensteröffnung
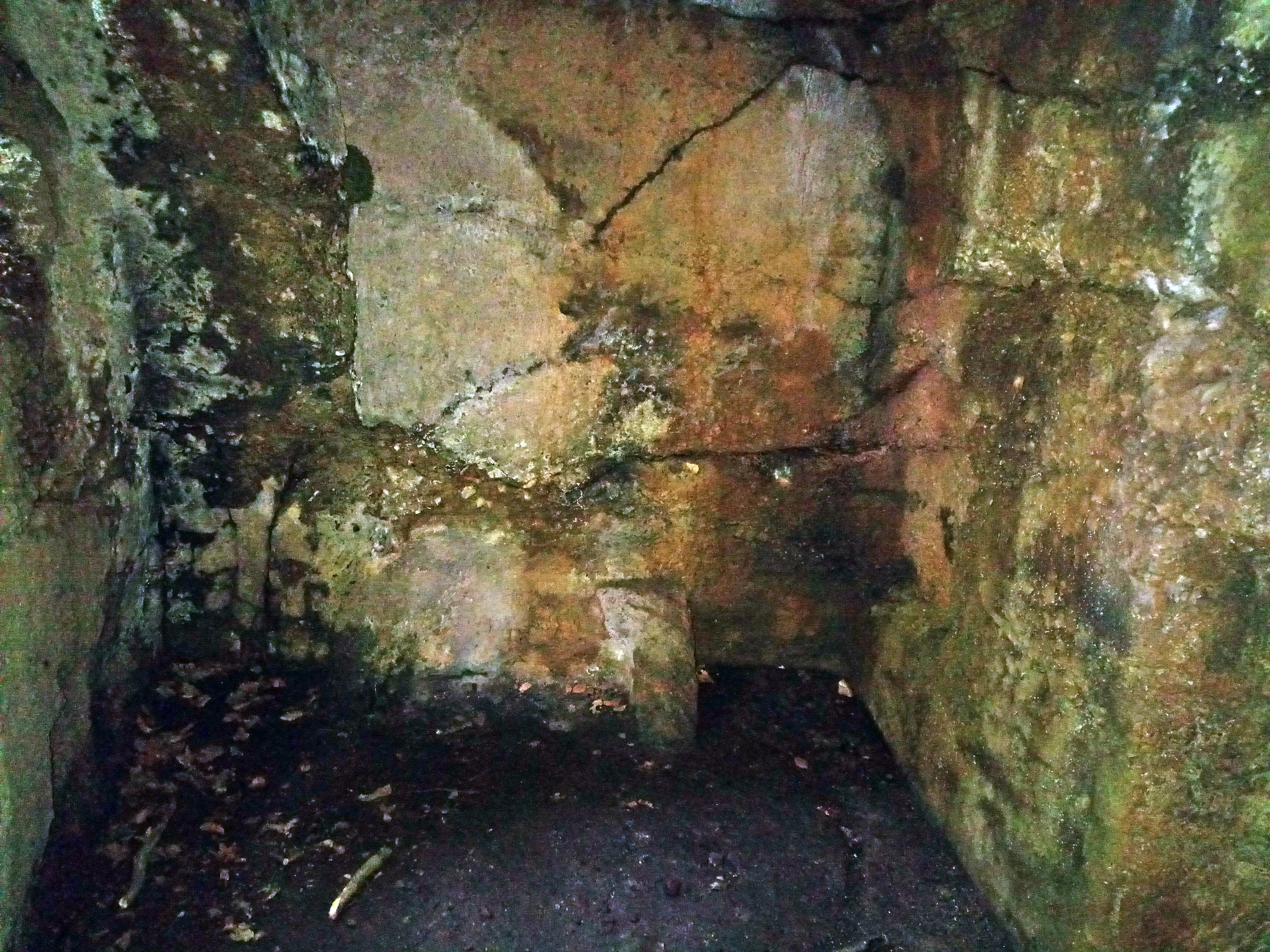
Innere Ostwand mit Altarrrest
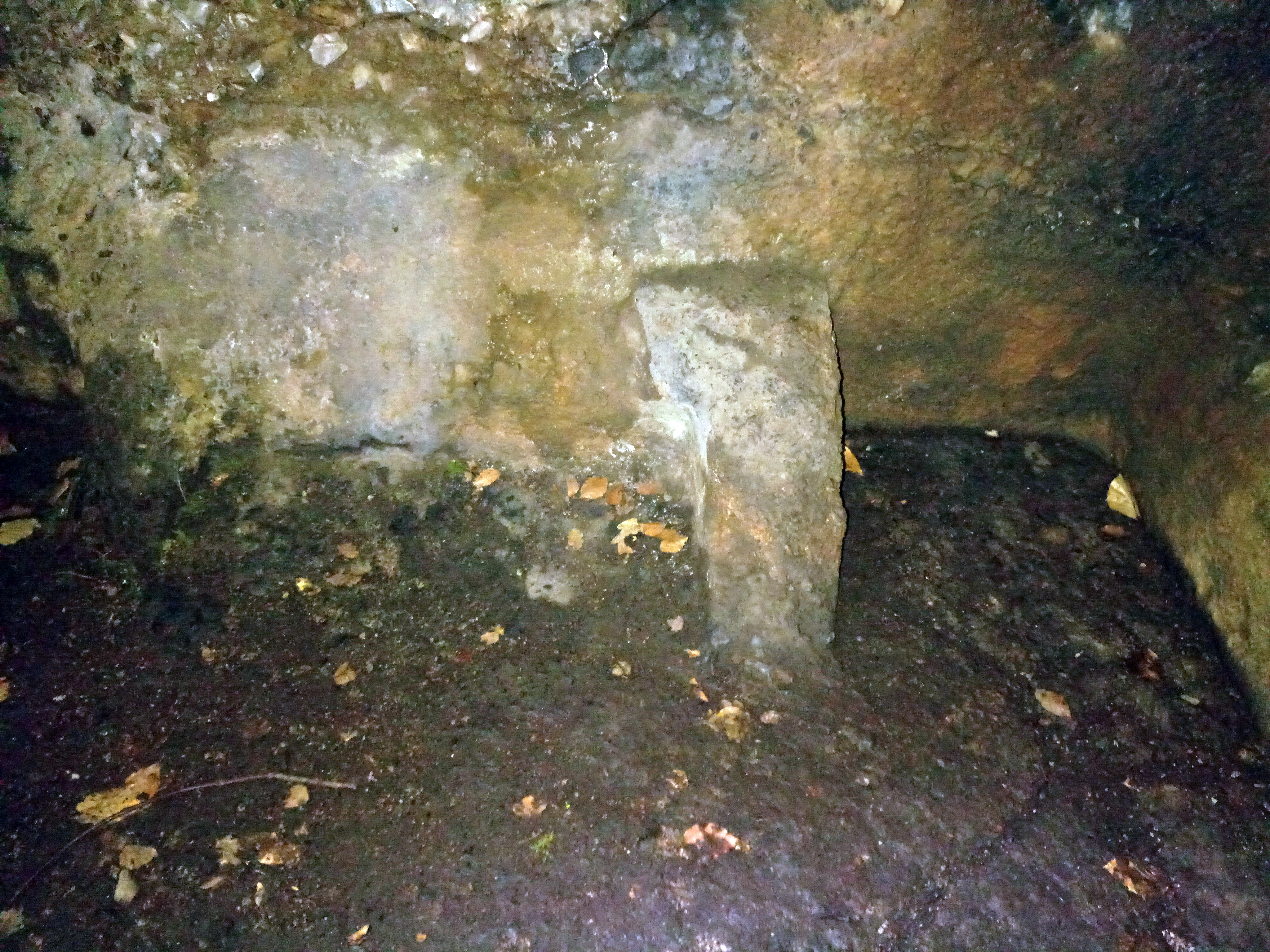
Altarrest, Detailaufnahme
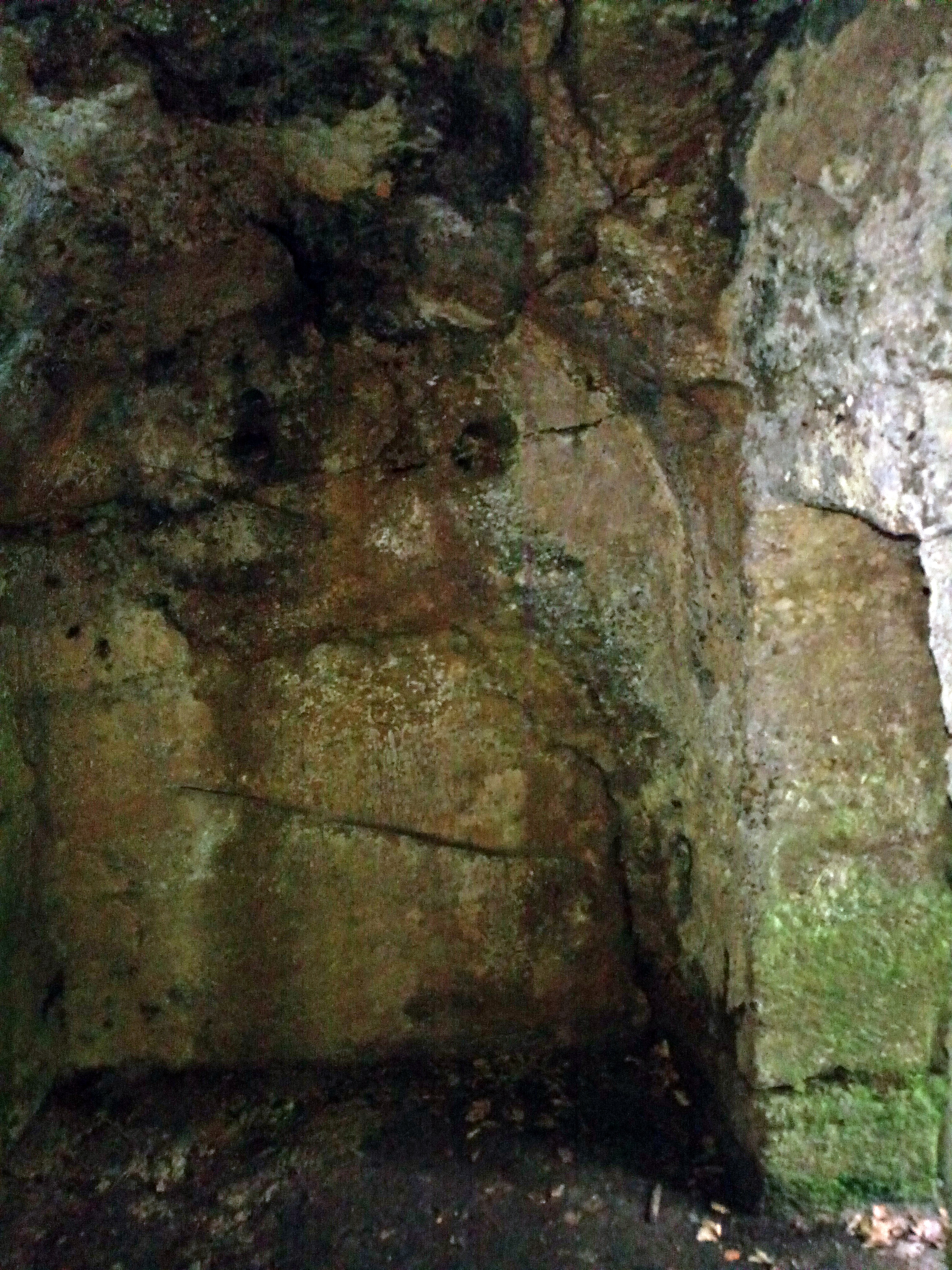
Innere Westwand
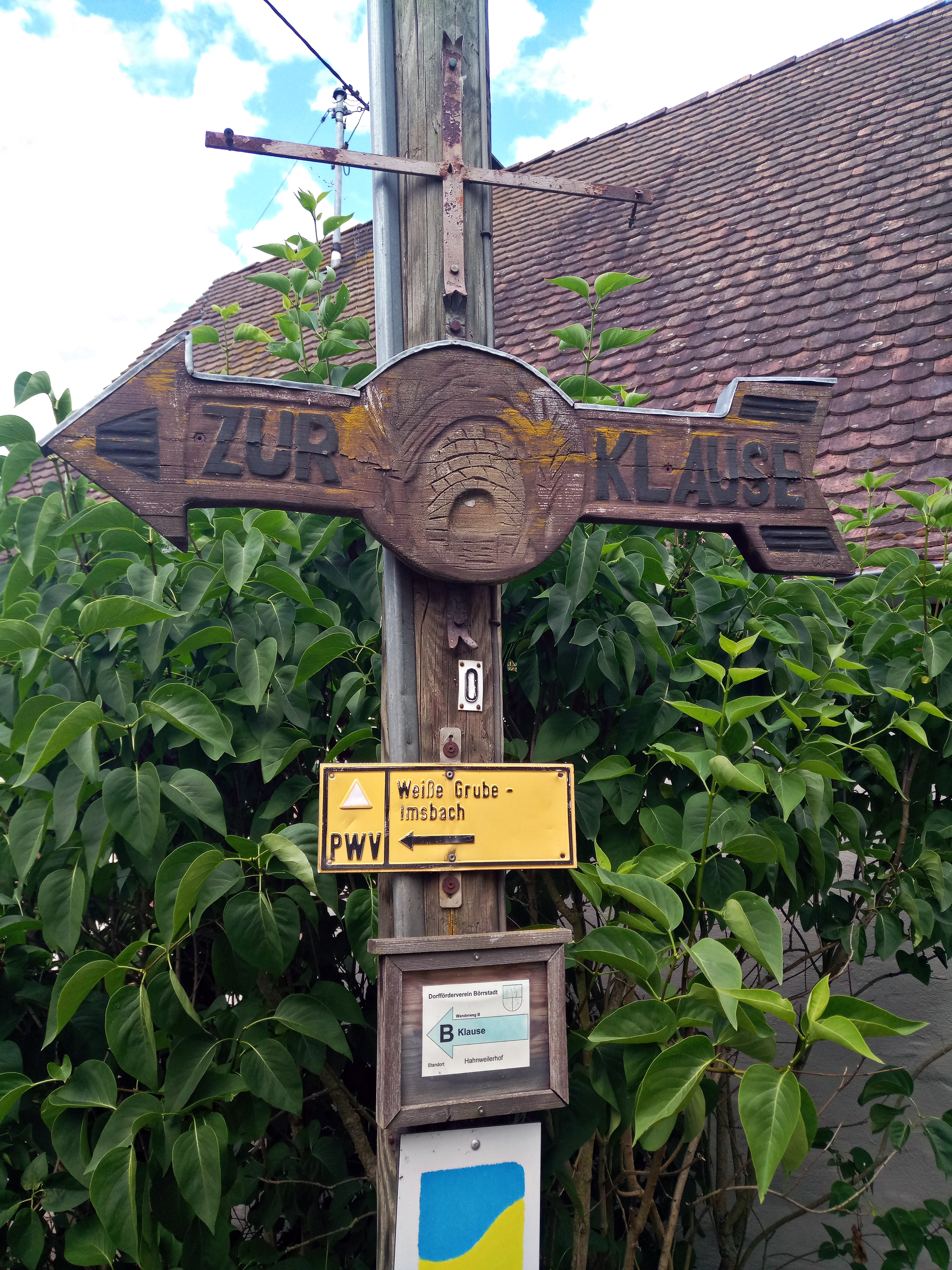
Hinweisschild auf dem Hahnweiler Hof